# Inevitável (canção)
"Inevitável" é uma canção da banda de rock brasileira CPM 22, lançada como o primeiro single de seu primeiro álbum ao vivo, MTV ao Vivo: CPM 22 (2006).

## Créditos
Com base no encarte do CD de MTV ao Vivo: CPM 22.
CPM 22
- Badauí: vocal
- Wally: guitarra e vocal de apoio
- Luciano Garcia: guitarra
- Fernando Sanches: baixo
- Japinha: bateria e vocal de apoio

## Prêmios e indicações
| Ano  | Organização            | Categoria            | Resultado | Ref.  |
| ---- | ---------------------- | -------------------- | --------- | ----- |
| 2006 | MTV Video Music Brasil | Performance ao Vivo  | Venceu    | [ 2 ] |
| 2006 | MTV Video Music Brasil | Edição em Videoclipe | Indicado  | [ 2 ] |